# Campeonato Potiguar Segunda Divisão 2013
In 2013 werd de zestiende editie van de Campeonato Potiguar Segunda Divisão gespeeld voor voetbalclubs uit de Braziliaanse staat Rio Grande do Norte. De competitie werd georganiseerd door de FNF en werd gespeeld van 17 augustus tot 22 september. Globo werd kampioen.

## Eindstand
Indien het verschil tussen de eerste en de tweede groter is dan 3 punten wordt er geen finale gespeeld en wordt deze club kampioen.
| Plaats | Club             | Wed. | W | G | V | Saldo | Ptn. |
| ------ | ---------------- | ---- | - | - | - | ----- | ---- |
| 1.     | Globo            | 4    | 3 | 1 | 0 | 7:2   | 10   |
| 2.     | Atlético Potengi | 4    | 1 | 1 | 2 | 6:4   | 4    |
| 3.     | Currais Novos    | 4    | 1 | 0 | 3 | 2:9   | 3    |

|  | Kampioen |

## Kampioen
| Campeonato Potiguar de 2013 - Segunda Divisão |
| Rio Grande do Norte                           |
| --------------------------------------------- |
| GLOBO Kampioen (1° titel)                     |